# Juan Escoto Erígena
Juan Escoto Eriúgena o Erígena (c. 810-c. 877) fue un destacado filósofo del renacimiento carolingio.

## Biografía
Poco o nada se sabe de su origen excepto que era irlandés, de lo que informa su nombre. Juan Escoto Erígena es prácticamente decir "Juan el irlandés de Irlanda": Scotus era el nombre genérico usado en la Edad Media para referirse a los gaélicos en general (fueran irlandeses o escoceses) y Erígena o Eriúgena viene de Eriu que es como se autodenominaban en el Medioevo los nacionalistas irlandeses. Aunque no hay certeza sobre ello, se considera que no fue monje ni sacerdote.
Se trasladó a Laón (Francia), donde existía una gran colonia irlandesa y ejerció de profesor, hacia el año 850. Carlos el Calvo lo elegirá para dirigir la Escuela palatina, y donde dejó influencia en Erico de Auxerre y su escuela monástica de Auxerre. 
Participó en la controversia predestinacionista sostenida entre Godescalco de Orbais por una parte y los obispos Rabano Mauro, Hincmaro de Reims y Párdulo de Laón por otro. Estos últimos le solicitaron reunir material que apoyase su postura. De ahí surge 
"De praedestinatione liber" de 851, donde toma de San Agustín que el no-ser absoluto no existe y por lo tanto, ni Dios ni el ser humano pueden pensarlo o conocerlo. Esta postura no convenció a ninguna de las dos partes.
Admirador de los Padres de la Iglesia griegos, tradujo del griego las obras del Pseudo Dionisio, aunque se trataba de una falsificación realizada por un filósofo influido por Proclo (neoplatónico pagano). También tradujo el Sermo de imagine de Gregorio de Nisa, el Ancoratus de San Epifanio y las obras de San Máximo el Confesor Ambigua sti. Gregorii Theologi y Quaestiones a Talario con lo que enriquece el horizonte teológico latino con las aportaciones de estos autores orientales. Sus escuelas son el neoplatonismo y el agustinismo. 
En 866, tras escribir Homilía sobre el Prólogo del Santo Evangelio de Juan, los datos que se tienen sobre él son escasos y “no siempre creíbles”. Se dice que fundó la Universidad de París, que viajó a Oriente y que fue misionero y mártir en los pueblos eslavos. La versión más aceptada es la de Guillermo de Malmesbury, que en sus obras habla de su vuelta a Irlanda, de cómo es acogido por el rey Alfredo el Grande en Wessex y de su posterior retiro a la Abadía de Malmesbury, donde es asesinado por sus alumnos.
Sus tesis, interpretadas como panteísmo a partir de su utilización de las gradaciones neoplatónicas, fueron condenadas en el Concilio de París de 1210. El papa Honorio III exigió, en 1225, que todas las copias de sus obras fueran llevadas a Roma para ser quemadas.

## Obra
Entre sus obras se encuentran:
- Sobre la predestinación. Motivada por la controversia predestinacionista. Está influenciada por San Agustín.
- Sobre la división de la naturaleza. Su obra más importante. Está influenciada por sus traducciones del supuesto Pseudo Dionisio.
- Exposiciones sobre la jerarquía celeste. Basada en La jerarquía celeste de Dionisio.

## Filosofía
Su filosofía se mantiene en la línea de lo que se conoce como neoplatonismo de corte agustiniano y la teología apofática y catafática de Pseudo Dionisio. Sin embargo, Erígena quiso explicar la realidad mediante un sistema racional y unitario que contradecía el dualismo de la religión —Dios y mundo son dos realidades diferentes— y los dogmas relativos a la creación y la voluntad divina.
Para Escoto, razón y fe eran fuentes válidas del conocimiento verdadero, y por ello no pueden ser opuestas; pero si así fuera, la razón debe prevalecer. Esta afirmación, junto al panteísmo (todas las cosas son emanación de Dios y vuelven a Él) y al pandeísmo que sostiene su explicación Sobre la división de la Naturaleza, le valió la condena eclesiástica por herejía, que pudo eludir gracias a la protección real.
En su obra Sobre la división de la naturaleza escrita alrededor del año 867, Escoto, siguiendo al Pseudo Dionisio Areopagita y Boecio, afirma la posibilidad de creer en la existencia De Dios y de comprendérselo por medio de sus manifestaciones divinas otorgadas a las criaturas (teofanías). Ahora bien, así como se puede decir algo de Dios (Dios es bondad), así también, en realidad, al afirmarlo, se lo está "limitando al entendimiento", y Dios no se agota en la razón humana; más bien, Dios está más allá de la razón humana, porque desde el momento en que se le atribuye una esencia —se lo piensa en el plano del ser—, se lo determina y limita. Sin embargo, para el Erígena, Dios está por encima del ser y de la razón humana.
Para Escoto, ni siquiera Dios podría comprender su propia esencia en tanto que no es todo lo que se le podría predicar o atribuir. Asimismo, Dios no puede comprender su esencia porque si así lo hiciera, necesitaría verse a sí mismo en sus criaturas (lo creado), esto es, en sus manifestaciones que están en el plano del ser. Ergo, "Dios se crea, creando", y por esto si se pensara a sí mismo, se limitaría.
En esta obra, tras realizar la primera y suprema división (lo que es y lo que no es) y que ya era común en el Antiguo Egipto y se encuentra en el Corpus Hermeticum; Escoto divide el ser en cuatro naturalezas: 1) la naturaleza increada y creadora: Dios entendido como origen de todas las cosas; es inexpresable y solo se tiene noticia de él a través del ser de las cosas que origina (lo que en Aristóteles sería la causa eficiente); 2) la naturaleza creada y creadora: Dios entendido como mundo inteligible de las ideas divinas (en Aristóteles, causa formal); 3) la naturaleza creada y no creadora: el mundo perceptible mediante los sentidos, manifestación del mundo de las ideas (causa material); 4) la naturaleza increada y no creadora: Dios, entendido como el fin último de todas las cosas (causa final).